# Robert Baden-Powell, 3. Baron Baden-Powell
Robert Crause Baden-Powell, 3. Baron Baden-Powell (* 15. Oktober 1936 in Johannesburg; † 28. Dezember 2019) war ein britischer Peer und Politiker.
Er war der älteste Sohn von Peter Baden-Powell, 2. Baron Baden-Powell (1913–1962) und dessen Gattin Carine Crause-Boardman (1909–1993).
Er wurde an der Bryanston School in Blandford, Dorset ausgebildet. Bis 1955 leistete er seinen Wehrdienst bei der Royal Navy. Von da an arbeitete er in London als Finanzbroker.
Beim Tod seines Vaters 1962 erbte er dessen Titel als 3. Baron Baden-Powell und 3. Baronet (of Bentley). Mit ersterem Titel war ein Sitz im House of Lords verbunden. Er verlor seinen erblichen Parlamentssitz beim Inkrafttreten der Reformen des House of Lords Act 1999.
Wie schon sein Großvater Robert Baden-Powell, der Gründer der Pfadfinderbewegung und sein Vater engagierte er sich für die Pfadfinderbewegung. Von 1965 bis 1982 war er Chief Scouts Commissioner und 1982 Vice-President of The Scout Association.
Von 1991 und 2002 war er Präsident des Camping and Caravanning Club. Zudem setzte er sich für die Verbreitung des American-Quarter-Horse-Rennsports in Europa ein.
1963 heiratete er Patience Hélène Mary Batty. Da er keine Kinder hatte, ist sein jüngerer Bruder David Michael Baden-Powell (* 1940) Erbe seiner Titel.